# 카사차역
카사차 (Casazza) 역은 이탈리아 북부 브레시아의 브레시아 지하철에 속한 역이다. 브레시아 시내 트리움플리나 로와 코니키오 로가 만나는 교차로의 서쪽 편에 위치해 있으며, 첸트로 푸투라라는 이름의 종합개발단지 내에 위치해 있다.
카사차 역은 절삭식 공법으로 지어졌으며, 역 공사와 함께 트리움플리나 로도 완전히 재개발되었다.

## 시설
이 역에는 다음과 같은 시설이 있다.
- 매표기

## 환승
- 버스 정류장